# Langley (Slough)
Langley – dzielnica miasta Slough (Anglia), położona w jego wschodniej części, na południe od kanału Grand Union Canal, a na północ od zbiornika wodnego Queen Mother Reservoir.

## Historia
Pierwotnie znajdowała się tu wieś o nazwie Langley Marish, dawniej przynależąca do hrabstwa Buckinghamshire (obecnie w hrabstwie Berkshire). W 1870–1872 roku liczba mieszkańców parafii wyniosła 1874.
Z 1202 roku pochodzi pierwsza wzmianka o położonej nieopodal posiadłości Langley Park, stanowiącej wówczas królewski teren łowiecki. Posiadłość pozostawała w rękach królewskich do 1626 roku, kiedy to Karol I podarował ją jednemu ze swoich urzędników. Współcześnie jest to zabytkowy park krajobrazowy (160 hektarów) utrzymany w stylu angielskim rozplanowany w XVIII wieku; w jego obrębie znajduje się rezydencja z połowy XVIII wieku.
Zasadnicza część Langley powstała wkrótce po zakończeniu II wojny światowej. Zbudowano wówczas osiedla mieszkaniowe przeznaczone dla londyńczyków, których domy zostały zniszczone w wyniku niemieckich nalotów bombowych na stolicę.
Wcześniej, w latach 1936–1938 zbudowane zostało tu lotnisko i zakład produkcyjny samolotów przedsiębiorstwa Hawker Aircraft. Produkowane były tu wykorzystywane podczas II wojny światowej samoloty myśliwskie Hurricane, Tornado, Typhoon i Tempest. W szczytowym okresie (1942) fabrykę opuszczało pięć samolotów dziennie. Zakład zamknięto w 1958 roku, a produkcję samolotów przeniesiono do fabryki w Kingston upon Thames.
W 1949 roku Ford otworzył w sąsiedztwie własny zakład produkcyjny, po zamknięciu zakładów lotniczych powiększony o ich teren. W latach 1965–1973 prowadzono tu produkcję samochodów dostawczych Ford Transit pierwszej generacji, następnie przeniesioną do Swaythling (Southampton). Łącznie wyprodukowano tu ponad 300 000 egzemplarzy tego samochodu. W późniejszych latach w Langley prowadzono produkcję ciężarowego modelu Cargo. Fabryka funkcjonowała do 1997 roku. Zabudowania przemysłowe wkrótce zostały zburzone, a w ich miejscu wzniesiono zabudowę mieszkalną.

## Transport
Znajduje się tu stacja kolejowa Langley na linii Great Western Main Line. Od południa dzielnicę omija autostrada M4.